# Зуденбург
Зуденбург (нем. Sudenburg) — район Магдебурга, расположен на северо западе города. Занимает площадь около 5291 км². Население 18 070 жителей (по состоянию на 31 декабря 2016 г.).

## Расположение
Восточная граница района идентична с течением федеральной дороги 71 (нем. Bundesstraße 71). На юге, улица Бреннеке отделяет от района Лемсдорф. На севере проходит железнодорожная ветка Магдебург — Брауншвейг, на которой расположен вокзал Зуденбурга. К району также относятся поселения (нем. Friedenshöhe, Goethesiedlung, Hansapark).

## История
Впервые упоминается в 965 году. В 1368 становится городом, до этого подчинялся магдебургскому архиепископу. Близкое положение к Магдебургу в дальнейшем негативно сказывалось на развитие города. Из-за разрушений во время войн, а также из-за перенесения магдебургских крепостных сооружений. Зуденбург постоянно смещался на юг, где восстанавливался заново. Так вовремя Тридцатилетней войны по приказу шведского коменданта Магдебурга Д. Фалькенберга город в апреле 1631 года был разрушен, чтобы остановить войска И. Тилли. С 1680 года, до этого ещё не зависимый город, стал входить в состав бранденбург-прусского герцогства Магдебурга. После завоевания Магдебурга Наполеоном, крепость была ещё больше расширена и в феврале 1812 на основе наполеоновского декрета Зуденбург был опять полностью разрушен, чтобы предоставить крепости свободную площадь для обстрела. Владельцам домов был возмещён ущерб и предоставлены земельные участки в двух километрах от крепостных сооружений. Так из системы прямоугольных улиц возник вновь, независимый город, носящий вовремя французского господства имя (нем. Katharinenstadt). Единственный дом, оставшийся из старого Зуденбурга, находится на улице (нем. Ackerstraße), был перестроен в 1810 году в новую ратушу.
После изгнания Наполеона жители Зуденбурга смогли построить в 1822 году новую церковь, которую они, как в их старом городе посвятили святому Амвросию. Церковная площадь стала центром города, в котором в 1840 году насчитывалось 2.805 жителей. Во времена индустриализации в середине XIX века, вдоль дороги в Магдебург, открывались предприятия. Большинство из них обрабатывали сахарную свеклу и прочую сельскохозяйственную продукцию. Кроме того открывалась фабрика по производству сигарет и табака, в которой работали до 300 человек. В 1836 году основанный сахарный завод Цукшвердта (нем. Zuckschwerdt), просуществовал до создания ГДР. На западной стороне улицы (нем. Aßmannstraße) был построен в 1859 году, в 86 метрах от уровня моря, резервуар для хранения питьевой воды Магдебурга. В 1867 году Зуденбург стал первым большим пригородом вошедшим в состав Магдебурга. Строительство железнодорожных путей в 1872 году стало главной причиной увеличения фирм в районе. В 1876 году была введена в эксплуатацию одна из первых магдебургских конок «Зуденбург—Альтштадт». После того, как в 1891 году были отменены ограничения на строительные работы в крепости, Зуденбург начал быстро развиваться, прежде всего район Лейпцигской улицы (нем. Leipziger Straße), так что количество жителей к 1900 году резко увеличилось до 31 тысячи. В районе Хальберштедтской улицы (нем. Halberstädter Straße) появились множество новых домов в стиле Эпохи грюндерства. Во время Второй мировой, район почти не был затронут бомбардировками.
В июне 1953 года во время «народного восстания» Зуденбург был театром военных действий Магдебурга. Во время боёв погибли два представителя полиции (нем. Georg Gaidzik и нем. Gerhard Händler). В 1970-х, когда расширялось Министерство государственной безопасности ГДР, на улице (нем. Kroatenweg) появился обнесенный бетонной стеной и смотровыми вышками, комплекс районной дирекции министерства государственной безопасности. После воссоединения Германии, территория используется магдебургским предприятием транспорта и управлениями, так же там находится спортивный зал.
После исчезновения ГДР в Зуденбурге началось оживлённое строительство. Кроме большого района (нем. Hansapark), на юго-востоке появилось маленькое поселение (нем. Goethesiedlung), которое особенно отличается высокими ценами за земельные участки и квартплатами. Кроме того, район становится важным центром индустрии в Магдебурге.

## Достопримечательности
- Евангелическая церковь святого Амвросия (нем. evangelische St.-Ambrosius-Kirche);
- (нем. katholische St.-Marien-Kirche);
- Земельный суд (нем. Landgericht Magdeburg);
- Стадион Генриха Гермера (нем. Heinrich-Germer-Stadion).

## Известные люди района
- Эрнст Карл Гелле (нем. Ernst Carl Helle) — предприниматель, руководил сахарной фабрикой в XIX веке в Зуденбурге;
- Иоханнес Карл Гезекиль (нем. Johannes Karl Friedrich Hesekiel) — евангелический теолог, распорядился, как священник, повторному возведению церкви Амвросия;
- Иоханнес Беньямин Бреннеке (нем. Johannes Benjamin Brennecke) — врач, в 1880 году открыл в Зуденбурге приватную клинику.